# North Londonderry (circonscription du Parlement d'Irlande du Nord)
Pour les articles homonymes, voir North Londonderry.
North Londonderry était une circonscription de comté comprenant la partie nord du comté de Londonderry. Il a été créé en 1929, lorsque l'acte de 1929 sur la Chambre des communes a introduit les élections uninominales à un tour dans toute l'Irlande du Nord. Elle a été créée en 1929 comme l'une des cinq circonscriptions uninominales remplaçant l'ancienne circonscription de cinq membres de Londonderry. La circonscription est restée inchangée, envoyant un Membre du Parlement jusqu'à ce que le Parlement d'Irlande du Nord soit temporairement suspendu en 1972, puis officiellement aboli en 1973.
La circonscription comprenait les villes de Coleraine, Limavady, et Portstewart.
Le siège était toujours occupé par des candidats du parti unioniste d'Ulster et était rarement contesté.

## Membres du Parlement
| Élection | Élection   | Membre               | Parti           |
| -------- | ---------- | -------------------- | --------------- |
|          | MPs (1929) | John Martin Mark     | Ulster Unionist |
|          | MPs (1933) | Daniel Hall Christie | Ulster Unionist |
|          | MPs (1938) | Robert Moore         | Ulster Unionist |
|          | MPs (1958) | Joseph Burns         | Ulster Unionist |

Source:

## Résultats des élections
Aux élections générales de 1929, John Martin Mark est élu sans opposition.
Aux élections générales de 1933, Daniel Hall Christie est élu sans opposition.
Aux élections générales de 1938, Robert Moore est élu sans opposition.
| Parti         | Parti                   | Candidat                | Voix   | %    | ±   |
| ------------- | ----------------------- | ----------------------- | ------ | ---- | --- |
|               | Ulster Unionist         | Robert Moore            | 11,003 | 77,4 | N/A |
|               | NI Labour               | J. D. Murphy            | 3,219  | 22,6 | New |
| Majorité      | Majorité                | Majorité                | 7,784  | 54,8 | N/A |
| Participation | Participation           | Participation           | 14,222 | 68,3 | N/A |
|               | Ulster Unionist retenir | Ulster Unionist retenir | Swing  |      |     |

Aux élections générales de 1949, Robert Moore est élu sans opposition.
| Parti         | Parti                   | Candidat                | Voix   | %    | ±       |
| ------------- | ----------------------- | ----------------------- | ------ | ---- | ------- |
|               | Ulster Unionist         | Robert Moore            | 11,242 | 77,4 | N/A     |
|               | Independent Unionist    | S. J. Henderson         | 2,343  | 17,2 | Nouveau |
| Majorité      | Majorité                | Majorité                | 8,899  | 60,2 | N/A     |
| Participation | Participation           | Participation           | 13,585 | 62,4 | N/A     |
|               | Ulster Unionist retenir | Ulster Unionist retenir | Swing  |      |         |

Lors de l'élection partielle de North Londonderry en 1960 et des élections générales de 1962 et 1965 en Irlande du Nord, Joseph Burns est élu sans opposition.
| Parti         | Parti                   | Candidat                | Voix   | %    | ±       |
| ------------- | ----------------------- | ----------------------- | ------ | ---- | ------- |
|               | Ulster Unionist         | Joseph Burns            | 9,364  | 50,3 | N/A     |
|               | Independent Unionist    | J. W. S. Barr           | 9,249  | 49,7 | Nouveau |
| Majorité      | Majorité                | Majorité                | 115    | 0,6  | N/A     |
| Participation | Participation           | Participation           | 18,613 | 76,1 | N/A     |
|               | Ulster Unionist retenir | Ulster Unionist retenir | Swing  |      |         |

Source:

## Sources
- Northern Ireland Parliamentary Election Results 1921-1972, compiled and edited by Sydney Elliott (Political Reference Publications 1973)
- Résultats des élections du Parlement d'Irlande du Nord : Boroughs: Londonderry